# احسان خدادادی
احسان خدادادی ورزشکار ایرانی رشته ژیمناستیک است و عضو تیم ملی در این رشته میباشد.

## افتخارات
- قهرمان کشور
- دارنده مقام هفتم یونیورسیاد چین
- قهرمان لیگ برتر در رشته بارفیکس